# Charles Duncombe (1648-1711)
Charles Duncombe (1648 - 9 avril 1711) de Teddington, Middlesex et Barford, Wiltshire, est un banquier anglais et homme politique conservateur qui siège à la Chambre des communes anglaise et britannique entre 1685 et 1711. Il est lord-maire de Londres de 1708 à 1709. Il fait fortune dans le secteur bancaire et aurait une fortune de 400 000 £ à la fin de sa vie, et est le roturier le plus riche d'Angleterre à sa mort.

## Jeunesse
Duncombe est baptisé le 16 novembre 1648, deuxième fils d'Alexander Duncombe de Drayton Beauchamp, Buckinghamshire, et de sa femme Mary Pawley, fille de Richard Pawley de Whitchurch, Buckinghamshire. Il est apprenti chez l'orfèvre londonien Edward Backwell (en) en 1665 et devient en 1672 membre de la Goldsmiths' Company. Il est prévenu par Lord Shaftesbury de retirer une grosse somme d'argent du Trésor avant que le gouvernement ne suspende le paiement, et lorsque Backwell est ruiné à cause de la suspension, Duncombe reprend ses locaux de Lombard Street au signe de la sauterelle.

## Banquier et fonctionnaire
En 1680, Duncombe est nommé caissier des accises avec un salaire annuel de 600 £ par an, occupant le poste jusqu'en 1697 et commissaire de la Monnaie, occupant le poste jusqu'en 1686. Il est clerc de chancellerie de 1682 à 1683. Sur la base des revenus publics de tous ces postes, il contribue à fonder un nouveau type d'agence de crédit. Il peut également gagner de l'argent supplémentaire en truquant le marché des décomptes de l'Échiquier. Il est également échevin du quartier de Broad Street dans la ville de Londres de 1683 à 1686 (dont il est démis de ses fonctions par la commission royale). En 1684, il est nommé commissaire à la monnaie d'étain de 1684 jusqu'en 1687, et caissier de l'impôt sur le foyer avec un salaire de 400 £ par an en échange d'un prêt de 50 000 £ au roi à cinq pour cent d'intérêt, occupant le poste jusqu'en novembre 1688. Lorsque Jacques II quitte le pays en 1688, Duncombe lui refuse un prêt de 1 500 £ pour l'aider à s'échapper.

## Carrière politique
Aux élections générales anglaises de 1685, Duncombe est réélu sans opposition en tant que député de Hedon en tant que partisan de la Cour. Il est très actif au Parlement et siège à 14 comités, dont le comité des élections et des privilèges. Aux élections générales anglaises de 1690, il est transféré à Yarmouth (île de Wight) où il est de nouveau élu sans opposition. Aux Élections générales anglaises de 1695 il est de nouveau transféré à Downton, soutenant les conservateurs. Pendant cette période, il s'oppose à la création de la Banque d'Angleterre. En 1694, il achète le domaine Helmsley de 40 000 acres, aujourd'hui Duncombe Park (en).
En 1698, Duncombe est arrêté et emprisonné à la Tour de Londres, puis expulsé de la Chambre des communes, pour « avoir conçu et conseillé la fabrication de faux endossements de plusieurs projets de loi, émis à la réception de l'Échiquier, communément appelés billets de l'Échiquier. ", autrement dit une fraude fiscale. Il est expulsé de la Chambre des communes le 1er février 1698. Cependant, lors de son procès, il est acquitté en raison d'une erreur dans l'instruction. Il est fait chevalier le 20 octobre 1699. Il est conseiller municipal du quartier Bridge Within de 1700 jusqu'à sa mort et shérif de Londres en 1700. Lors des premières élections générales de 1701, il est battu à Downton mais revient au parlement en tant que député d'Ipswich. Lors de la deuxième élection générale de 1701, il est battu lorsqu'il se présente pour la ville de Londres, et ne s'étant présenté ni à Ipswich ni à Downton, il est exclu du Parlement jusqu'aux élections générales anglaises de 1702 lorsqu'il est réélu pour Hedon et Downton, choisissant de siéger pour ce dernier. Il est nommé à un comité chargé d'enquêter sur les prix du charbon à Londres et, en février 1703, il s'occupe de la pétition de ses électeurs pour un jour de marché supplémentaire à Downton. Il évite de voter pour la Tack en 1704. Aux élections générales anglaises de 1705, il est réélu pour Downton et vote contre le candidat de la Cour à la présidence le 25 octobre 1705. Il est assez inactif au Parlement, mais dans la ville de Londres, il est attaqué par les Whigs qui le démettent de ses fonctions de colonel de milice, et ses ambitions de maire sont ignorées par la cour des échevins.
Aux élections générales britanniques de 1708, Duncombe est de nouveau élu sans opposition pour Downton et en septembre 1708, il devient lord-maire de Londres à l'indignation des Whigs. Il devait avoir un spectacle public pour son élection, mais celui-ci est annulé à cause de la mort du prince George de Danemark (le mari de la reine Anne), la veille. En mai 1709, il approuve la candidature du Dr Henry Sacheverell à l'aumônerie de St Saviour's, Southwark. Il s'oppose à la destitution de Sacheverell en 1710, le recevant plus tard chez lui à Teddington. Il est réélu député de Downton aux élections générales britanniques de 1710 et est ensuite cité comme l'un des « dignes patriotes » qui, lors de la première session du Parlement de 1710, aident à détecter les mauvaises gestions de l'administration précédente ». Cependant, Harley est déçu qu'il ne soit pas disposé à fournir un soutien financier à l'administration.

## Mort et héritage
Duncombe meurt célibataire à Teddington le 9 avril 1711 et est décrit comme « le roturier le plus riche d'Angleterre ». Son frère, Anthony Duncombe, est également député de Hedon, décédé avant lui. Son neveu et héritier, également appelé Anthony, est plus tard anobli en tant que Lord Feversham. Sa sœur Ursula Duncombe hérite de la moitié de la fortune de Duncombe et est l'ancêtre des barons actuels Feversham.